# Helhest

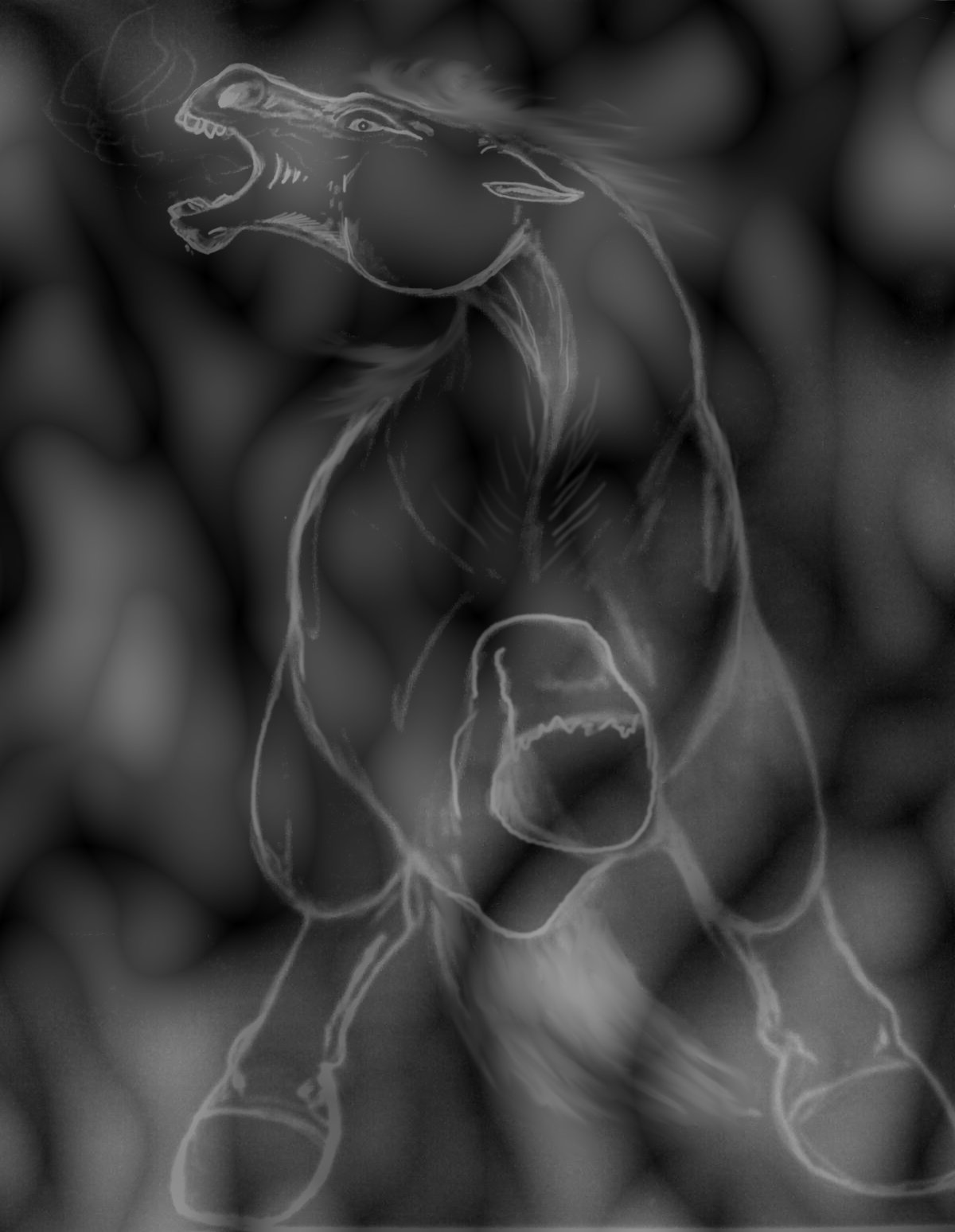
Helhest

Nel folclore danese, Helhest (in norreno, cavallo infernale o cavallo di Hel), è un cavallo leggendario a tre zampe associato ad Hel. Secondo la tradizione la comparsa di questa creatura preannuncia morte, malattia ed infortuni. In diversi scritti inerenti alle credenze popolari vengono fatti riferimenti all'helhest ed i suoi avvistamenti in varie località della Danimarca.

## Etimologia del nome
Il nome norreno per "Helhest" è tradotto letteralmente come "cavallo dell'inferno", tuttavia non è chiaro se si riferisce a Hel come un regno dei morti o Hel come dea del regno stesso. La pronuncia di "Hel" è simile a quella inglese hell (inferno).

## Folclore
Per il folclore danese, l'helhest, compariva di notte presso i cimiteri preannunciando la morte di coloro che ne incrociassero la via. Questa versione del mito presenta diverse affinità con la figura di Morte (cavaliere dell'Apocalisse), probabilmente introdotta nella cultura danese a seguito dell'avvento del cristianesimo.
Un'altra versione vede l'helhest come uno spettro con il compito di accompagnare i morti nell'oltretomba. Veniva sepolto nei cimiteri un cavallo vivo, prima dei defunti, in modo che potesse trasformarsi in cavallo della morte e fare da guida alle anime che altrimenti vagherebbero senza riposo. A differenza della precedente versione, questa trova notevoli somiglianze con quello che rappresenta la figura dello psicopompo.

## Proverbi e modi di dire
- Il filologo, linguista e mitologo Jacob Grimm riportò citazioni e proverbi danesi in uso sino al XIX secolo nel Nord Europa. Di chi sfuggiva ad una grave malattiva si diceva comunemente " Han har givet döden en Skjoeppe Havre " o " han har afkjöbt sig med Hel ", ossia " ha dato un moggio d'avena a morte " oppure " ha comprato avena alla dea Hel " (la Morte si calmava avendo un'offerta da dare al suo cavallo).
- In Danimarca, parlando di un uomo che ha problemi a camminare, si dice che " lui salirà ben presto sul Helhest ".
- "Han traeder som en helhest" significa "lui cammina/corre come un cavallo infernale", riferito ad una persona dal passo molto sostenuto.